# C/2014 C2 (STEREO)
C/2014 C2 (STEREO) — одна з параболічних комет. Ця комета була відкрита 1 лютого 2014 року; вона мала 7.0m на час відкриття.